# Apamea de Bitínia
Apamea de Bitínia o Apamea Mirlea (en grec antic Απάμεια Μύρλεια) era una ciutat de la Propòntida, a la costa sud del golf de Cios, i al nord-oest de Bursa, a Bitínia.
Va ser fundada com a colònia de Colofó amb el nom de Mirlea (Μύρλεια), segons diu Plini el Vell. Filip V de Macedònia, el pare de Perseu la va ocupar i la va cedir poc després a Prúsies I rei de Bitínia a canvi del seu ajut en la guerra contra Pèrgam. Prúsies la va rebatejar i la va anomenar Apamea, del nom de la seva dona Apameia.
Els romans van convertir Apamea en una colònia, possiblement en temps d'August, encara que també podria haver estat en temps de Juli Cèsar, ja que s'han trobat monedes que li donen el títol de Julia. Les monedes del període immediatament anterior a la dominació romana portaven la inscripció Ἀπαμέων Μυρλεάνων ("Apameia Mirleánon"). Plini el Jove quan era governador de Bitínia, va demanar instruccions a Trajà sobre una petició que li havia fet la colònia de no fer examinar per l'autoritat romana els seus comptes de despeses.